# Onwaard
Onwaard est une ancienne commune néerlandaise de la province de la Hollande-Méridionale, située sur l'île de Goeree-Overflakkee.
Onwaard était constitué de quatre polders : Onwaard, Oud-Kraaijer, Nieuw-Kraaijer et Kraijenisse. Onwaard a été endigué pour la première fois en 1502, et après être inondé au courant du XVIe siècle, définitivement gagné sur la mer en 1570.
De 1812 à 1817, Onwaard a été rattaché à la commune de Dirksland. Sa suppression définitive a lieu le 19 août 1857, quand la commune est rattachée à Melissant, en même temps que celle de Roxenisse. De nos jours, le territoire de cette ancienne commune est inclus dans la commune de Dirksland.
En 1840, la commune comptait 21 maisons et 169 habitants.